# Coucal de Biak
Centropus chalybeus
Espèce
Statut de conservation UICN

 NT  : Quasi menacé
Le Coucal de Biak (Centropus chalybeus) est une espèce d'oiseau de la famille des Cuculidae, endémique d'Indonésie (Biak en Papouasie occidentale).
C'est une espèce monotypique (non subdivisée en sous-espèces).